# Шетбреен
Ледникът Шетбреен (на норвежки: Schyttbreen; на английски: Schytt Glacier) е планински ледник в Източна Антарктида, Бряг принцеса Марта на Земя кралица Мод с дължина 100 km. Води началото си от планината Блудоу (2225 m), „протича“ в северна посока между платата Ричер и Йиверюген (1470 m) на запад и планината Рагула (1843 m) на изток и източно от нунатаките Бореас се „влива“ в югоизточната част на шелфовия ледник Йелбартисен.
Ледникът Шетбреен е открит от смесената норвежко-британско-шведска антарктическа експедиция (1949 – 52) и е наименуван в чест на норвежкия глациолог Стиг Шет (1919 – 1985), ръководител на експедицията.